# Hermetický prostor (jaderná elektrárna)

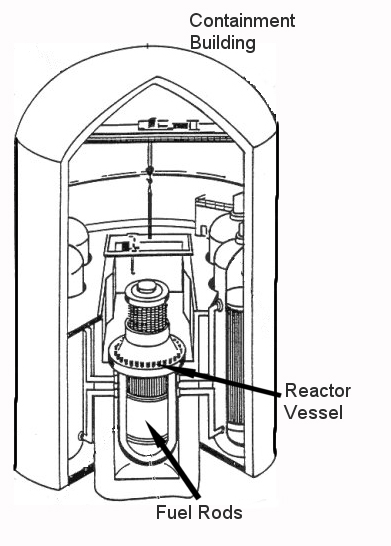
Schema kontejnmentu (ochranné obálky) tlakovodního reaktoru

Hermetický prostor v jaderné elektrárně je prostor, ve kterém se nachází komponenty primárního okruhu. Jsou konstruovány k udržení stanoveného přetlaku a zamezení úniku radioaktivních látek mimo jaderné zařízení při případné havárii. Hermetické prostory tak představují bariéru proti šíření radioaktivních látek. Pracovní prostory jsou od hermetických prostorů odděleny silnými betonovými stěnami s ocelovými hermeticky uzavíratelnými dveřmi. V hermetických prostorech je kontinuálně udržován mírný podtlak, zajišťující kontrolu nad odvodem radioaktivních látek (plynů, aerosolů) přes flitry do komínu.
Vlastní vyhotovení hermetických prostorů, jejich vlastnosti, rozměry a parametry se ve světové praxi liší podle přístupů a zkušeností jednotlivých dodavatelů a také podle požadavků dozorných státních orgánů. V České republice je základním dokumentem pro činnosti, při kterých se vyskytuje ionizující záření nebo jeho zdroje, Zákon č. 263/2016 Sb., o mírovém využívání jaderné energie a ionizujícího záření, tzv. Atomový zákon.
Hermetické prostory jaderných elektráren patří mezi prvky pasivně bezpečného ochranného systému. To znamená, že jejich činnost není závislá na vnějších zdrojích energie, zpravidla elektrické. Jsou tak schopny plnit svůj účel i při totálním výpadku energie. Jsou součástí konceptu ochrany do hloubky, kde současně se samotnou palivovou peletkou, hermetickým pokrytím paliva a primárním okruhem reaktoru patří mezi fyzické bariéry pro zadržování radioaktivních látek.

## Typy hermetických prostorů
Hermetické prostory jaderných elektráren se liší velikostí, tvarem, použitými materiály a systémy kondenzace páry. Druh použitého konceptu je určen typem reaktoru, jeho generací a specifickými potřebami elektrárny. Jako příklady hermetických prostorů mohou sloužit hermetické boxy s barbotážní věží nebo kontejnment.

### Záchytné budovy
Záchytné budovy patří mezi hermetické prostory a jsou charakteristickým stavebním prvkem moderních jaderných elektráren. Základním konceptem záchytných budov je hermeticky uzavřený prostor obklopující celý primární okruh jaderné elektrárny jako celek. Slouží tak jako poslední bariéra proti úniku radioaktivních látek (radioaktivity) mimo jaderné zařízení. Záchytné budovy jsou tvořeny tenkostěnným ocelovým válcem či kopulí s průměrem několika desítek metrů (ochranná obálka). Mohou také být z předpjatého betonu. Ve své nejběžnější formě se však jedná o kombinaci těchto konstrukčních prvků. Ochranná obálka je dimenzována s dostatečnou rezervou tak, aby si zachovala svou integritu i v podmínkách, kdy se veškerá tepelná a tlaková energie primárního okruhu uvolní do jejího vnitřního prostoru. Za provozního režimu je v těchto budovách udržován mírný podtlak (0,2 -0,4 kPa), aby z objektu nemohl neřízeně unikat vzduch ani v případě jeho nehermetičnosti. Je také mechanickou ochranou proti vnějším vlivům. U moderních jaderných elektráren západního typu ji nejčastěji představuje kontejnment. Ten je také součástí jaderné elektrárny Temelín.

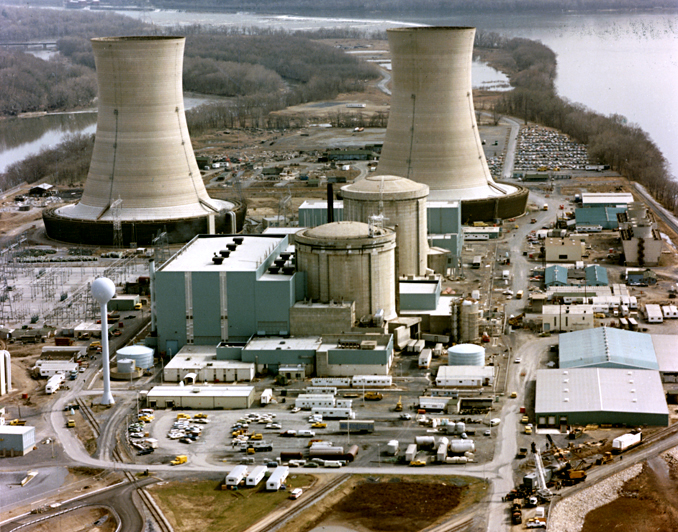
Jaderná elektrárna Three Mile Island užívala jeden z prvních designů kontejnmentu pro tlakovodní reaktory firmy Babcock & Wilcox. Tento typ kontejnmentu je běžný pro reaktory této generace.
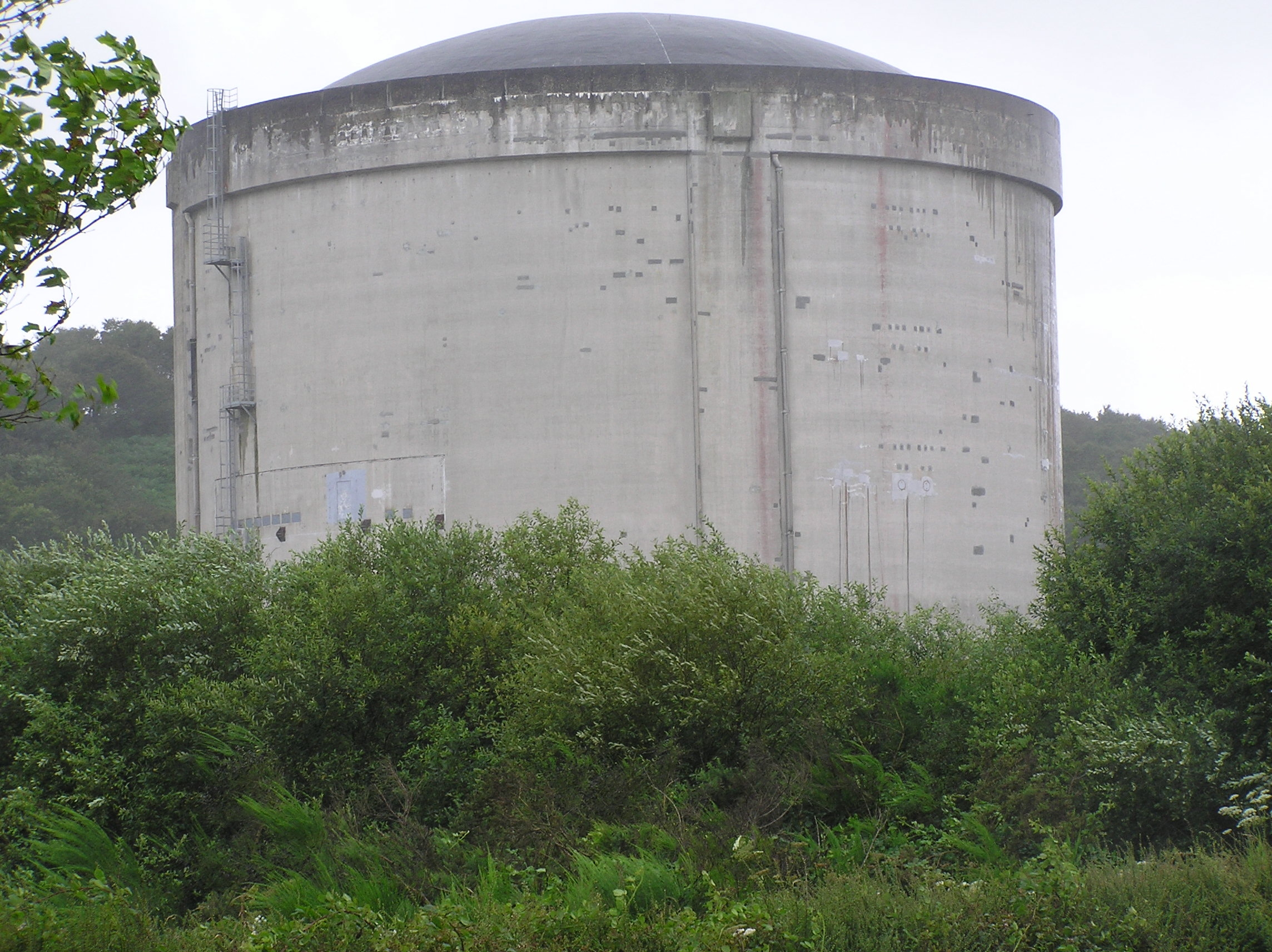
Bližší snímek kontejnmentu jaderné elektrárny Brennilis ve Francii.
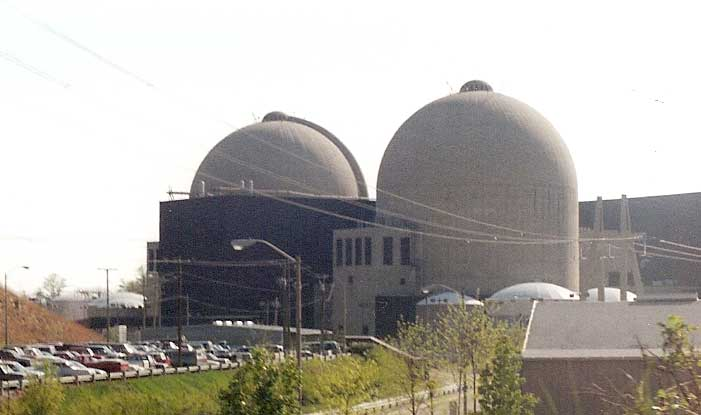
Dvě budovy kontejnmentu Michiganské jaderné elektrárny D.C. Cook.
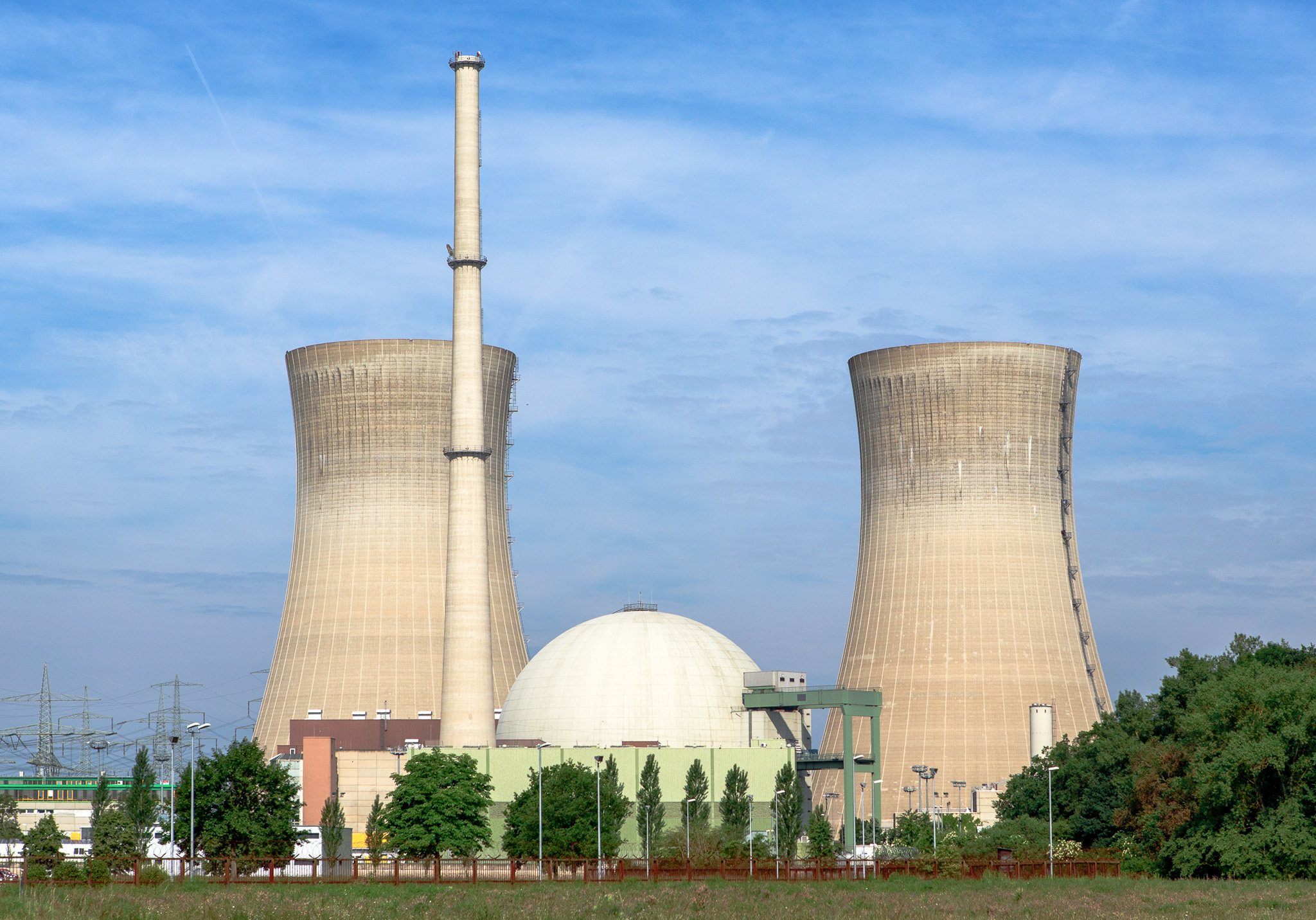
Téměř sférický tvar kontejnmentu typický pro německé tlakovodní jaderné elektrárny.

### Barbotážní vakuový systém
Východní typy jaderných reaktorů byly stavěny bez ochranných obálek. V současné době je v jaderných elektrárnách typu VVER-440 používán takzvaný barbotážní vakuový systém lokalizace havárie. Systém je tvořen válcovou železobetonovou obálkou, z pasivních kondenzátorů páry, sprchovacího zařízení a systému určeného k dekontaminaci prostředí od radioaktivních materiálů. Celý primární okruh jaderné elektrárny je podobně jako u západního konceptu uzavřen v hermetických prostorách obálky (hermetické boxy). S hermetickými boxy je koridorem spojen takzvaný lokalizační plynojem. Plynojem je budova, ve které jsou umístěna pasivní kondenzační zařízení barbotážního typu a lapače vzduchu se zpětnými klapkami. Celý systém je dimenzován na těžké havárie s únikem chladiva, při kterých má za úkol zajistit podtlak, postačující k zamezení úniku radioaktivních látek do okolního prostředí. Dosahuje tak zředěním atmosféry pomocí shromáždění a kondenzace radioaktivní parní směsi v plynojemech.
Barbotážní vakuový systém je dodnes používán na některých elektrárnách bývalého SSSR. Jeho koncept proto využívá například i jaderné elektrárně Dukovany, obě jaderné elektrárny Slovenské republiky (JE Jaslovské Bohunice, JE Mochovce) či maďarská jaderná elektrárna Pakš.

### Vakuová budova
Kanadské jaderné elektrárny s reaktory CANDU moderované a chlazené těžkou vodou, využívají širší škálu konstrukcí hermetických prostorů a systémů kondenzace páry než ostatní typy elektráren. Jejich koncept nevyužívá plnotlakého kontejnmentu, ale takzvané vakuové budovy vybavené vodní sprchou. Velikost vakuové budovy elektrárny s reaktorem CANDU je často větší než u elektráren s tlakovodním reaktorem PWR o stejném výkonu, mnohé inovativní přístupy však objem vakuové budovy značně zredukovaly.
Jednotlivé jaderné bloky jsou s vakuovou budovou spojeny velkým přetlakovým potrubím. Vakuová budova účinně nasává a kondenzuje případné úniky páry, což umožňuje, aby se při havárii tlak v budově reaktoru vrátil do standardních podmínek. Celý systém tak minimalizuje jakékoli možné uvolňování radioaktivních látek do životního prostředí.

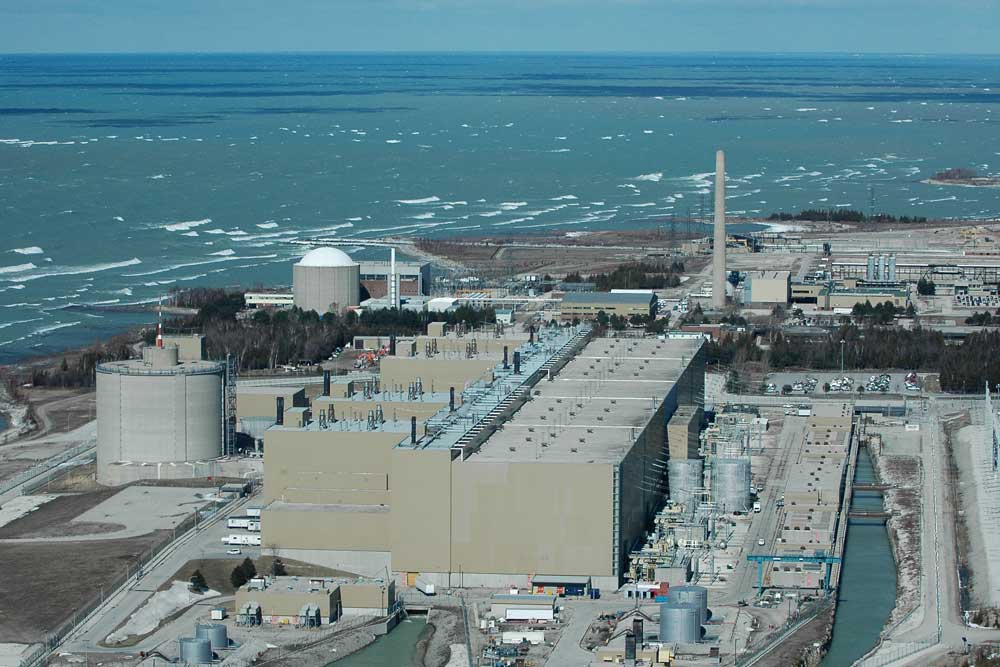
Jaderná elektrárna Bruce v Kanadě. Vlevo lze vidět velkou vakuovou komoru obsluhující čtyři bloky elektrárny.

### Ledový kondenzátor
Ledový kondenzátor je bezpečnostní systém, který se nachází uvnitř ochranné obálky kontejnmentu některých tlakovodních reaktorů. Systém byl vyvinut s cílem ušetřit peníze na stavebních nákladech a je využíván pouze na několika jaderných elektrárnách na světě.
Ledový kondenzátor je navržen k rychlé kondenzaci uniklé páry při těžkých haváriích, zejména při LOCA (Havárie se ztrátou chladiva). Při takovémto typu havárie je uniklá pára o vysokém tlaku vedena do komor vyplněných koši s ledem (směs ledu a kyseliny borité), kde dochází k jejímu rychlému ochlazení a kondenzaci. Využití ledu k chlazení páry je velmi efektivní a budova kontejnmentu s ledovým kondenzátorem může proto být oproti běžným kontejnmentům pro tlakovodní reaktory výrazně menší.
Systém ledového kondenzátoru byl vyvinut firmou Westinghouse koncem 70. a začátkem 80. let 20. století a poprvé byl instalován na jaderné elektrárně DC Cook ve Spojených státech amerických, kde je využíván na dalších čtyřech jaderných zařízeních. Mimo Spojené státy je instalován na jaderné elektrárně Loviisa ve Finsku a elektrárně Ói v Japonsku.